# Santa Maria Mater Ecclesiae a Viale Vaticano
Santa Maria Mater Ecclesiae a Viale Vaticano é uma igreja conventual localizada na Viale Vaticano, 62, logo ao norte do canto oeste da Cidade do Vaticano, no quartiere Trionfale de Roma. É dedicada a Nossa Senhora sob o título de "Mãe da Igreja".

## História
O convento, construído em 1952, pertence à congregação das Filhas da Igreja (em italiano:  Figlie della Chiesa) e serve como sede mundial da ordem. A Diocese de Roma a considera uma igreja e não uma capela.

## Descrição
O convento é um edifício branco de quatro andares de frente para a Muralha do Vaticano e com o piso térreo abaixo do nível da rua. Um edifício pouco notável, com exceção de sua porção central que corresponde à igreja, que tem quatro pilares quadrados sem capitéis formando um pórtico na entrada que sustenta uma varanda; acima dela estão quatro arcos alongados que sustentam o ápice pontiagudo da fachada. Não há elementos decorativos, apenas uma parede branca acima da arcada até o beiral.
O interior da igreja conta com uma nave central com corredores laterais, altos e estreitos, tudo em branco. O santuário central, também alto e estreito, ostenta um arco extremamente alongado demarcado em preto na parede do fundo, circundando o que seria uma representação de Cristo ressuscitado. Um crucifixo de bronze marca o sacrário logo abaixo.
Todo o trabalho em ferro forjado é de Toni Benetton (1950), notável pela qualidade de suas vinhas. Ele trabalhou sob o comando de Madre Maria Oliva Bonaldo, a fundadora da congregação, que está enterrada no local e cuja causa pela beatificação está em curso (final da década de 2010).